# Islas Fundy
Las Islas Fundy (del inglés: Fundy Islands) es un término dado a un grupo de islas canadienses en la Bahía de Fundy a lo largo de la costa suroeste de Nuevo Brunswick, al este de Canadá, en el condado provincial de Charlotte. Hay más de 25 islas dentro de este grupo. Algunas de las islas más grandes están habitadas todo el año, mientras que algunas de las islas más pequeñas pueden tener residentes solo de temporada. La mayor de las islas es de Grand Manan y Campobello y la isla de los ciervos (Deer). Deer comparte su costa, no sólo con la Bahía de Fundy, sino también con la bahía de Passamaquoddy en su parte norte. 